# Anna Macina
Pour les articles homonymes, voir Macina.
Anna Macina, née le 20 février 1973 à Bari (Italie), est une femme politique italienne.

## Biographie
Anna Macina naît le 20 février 1973 à Bari.
Elle est élue députée lors des élections générales de 2018.